# Tel Aviv
Tel Aviv-Yafo (en hebreo: תֵּל־אָבִיב-יָפוֹ; en árabe: تَلّ أَبِيب-يَافَا‎, Tall ʾAbīb-Yāfā), generalmente llamada Tel Aviv, es la segunda ciudad más poblada de Israel (después de la capital Jerusalén) con una población aproximada de 411 800 habitantes. Tiene una superficie de 51,4 km² y está situada en la costa mediterránea del país. Se trata de la mayor y más poblada ciudad en el área metropolitana del Gush Dan, donde residen 3 850 000 personas. El actual alcalde de la ciudad es Ron Huldai, del Partido Laborista.
Tel Aviv, establecida en julio de 1906, fue fundada oficialmente el segundo día de Pésaj de 1909, en las afueras de la antigua ciudad portuaria de Jaffa (en hebreo: יפו, Yafo). El crecimiento de Tel Aviv hizo que pronto superara a Jaffa en población; finalmente, ambas ciudades se fusionaron en un solo municipio en 1950, dos años después de la creación del Estado de Israel.
Desde 2003, la Ciudad Blanca de Tel Aviv de arquitectura Bauhaus fue declarada Patrimonio de la Humanidad por la Unesco, ya que comprende la mayor concentración de edificios de arquitectura moderna del Mundo.
Es el centro de la economía global israelí, la sede de la Bolsa de Tel-Aviv y muchas oficinas corporativas y centros de investigación y desarrollo, referencia de la zona conocida popularmente como Silicon Wadi.
También está considerada la capital cultural israelí debido a su carácter cosmopolita y moderno y un importante centro de artes escénicas. Sus playas, cafés, tiendas de lujo y estilo de vida secular la han convertido en un popular destino turístico. En 2022, varios estudios clasificaron Tel Aviv como la tercera ciudad más cara del mundo, después de Singapur y Nueva York, y adelantando ciudades como Los Ángeles, París o Ginebra, mientras que en 2023, la consultora Mercer sobre el costo de vida la clasificó como la 8.ª más cara a nivel mundial y la primera en Oriente Próximo, muy por delante de las dos grandes ciudades de los EAU.

## Toponimia
Su nombre significa en hebreo, literalmente, 'la colina (Tel) de la primavera (Aviv)', en alegoría al libro del fundador del sionismo político, Theodor Herzl, Altneuland, 'Vieja Tierra Nueva'. Tel Aviv es también el nombre de un suburbio judío de Babilonia (Ezequiel 3:15) del tiempo de este profeta.

## Geografía

### Emplazamiento

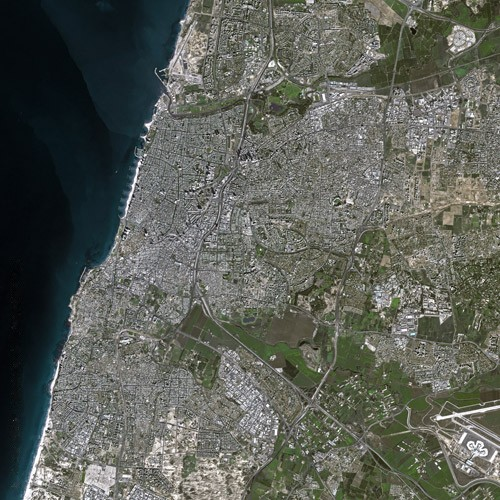
Tel Aviv vista desde el espacio

Tel Aviv se encuentra a unos 32°5′N 34°48′E / 32.083, 34.800 en la llanura costera de Israel, en el centro de Israel, el histórico puente terrestre entre Europa, Asia y África. Inmediatamente al norte del antiguo puerto de Yaffo, Tel Aviv se encuentra en terrenos que solían ser dunas de arena y, como tal, tiene tierras poco fértiles. La tierra ha sido aplanada y tiene importantes pendientes, sus accidentes geográficos más notables son acantilados sobre la costa del Mediterráneo y la desembocadura del río Yarkon. Debido a la expansión de Tel Aviv y la región de Gush Dan, las fronteras entre Tel Aviv y Yaffo y entre los barrios de la ciudad ya no existen.
La ciudad se encuentra localizada a 60 km al noroeste de Jerusalén y a 90 km al sur de la ciudad de Haifa. Entre las ciudades y pueblos colindantes se incluyen Herzliya al norte, Ramat HaSharon al noreste, Petah Tikva, Bnei Brak, Ramat Gan y Giv'atayim al este, Holon al sureste, y Bat Yam al sur. La ciudad es económicamente estratificada entre el norte y el sur del país. El sur de Tel Aviv es generalmente más pobre que el norte de dicha ciudad, con la excepción de Neve Tzedek y algo de desarrollo reciente en las playas de Yaffo. El centro de Tel Aviv es la sede del Azrieli Center y de un importante distrito comercial y financiero a lo largo de la autopista Ayalon. El sector norte de Tel Aviv alberga la Universidad de Tel Aviv, el parque Yarkon y barrios residenciales de lujo como Ramat Aviv y Afeka.

### Clima
Tel Aviv tiene clima mediterráneo con veranos cálidos, otoños y primaveras agradables e inviernos frescos y húmedos (clasificación climática de Köppen). La humedad tiende a ser alta durante todo el año debido a la proximidad de la ciudad al mar. En invierno, las temperaturas rara vez caen por debajo de 5 °C (40 °F) y se sitúan, por lo general, entre 10 °C (50 °F) y 15 °C (60 °F). En verano la temperatura media es de 26 °C (80 °F) y, a menudo, durante el día las temperaturas superan los 32 °C (90 °F). La ciudad tiene, en promedio, más de 300 días soleados al año. El récord de temperatura de la ciudad fue de 46,5 °C (115 °F), mientras que el registro más bajo de la ciudad baja fue -1,9 °C (30 °F).
A pesar de la alta humedad, las precipitaciones durante el verano son raras. La precipitación media anual es de 673 mm, normalmente concentrada en el período de octubre a abril. El invierno es la estación más húmeda, a menudo acompañada por fuertes lluvias y tormentas eléctricas. La nieve es extremadamente rara, ya que el último registro de nevadas dentro de los límites de la ciudad tuvo lugar en febrero de 1950. El mes más lluvioso se registró en enero de 2000 con 424,9 mm; en tanto que el día más pluvioso fue el 8 de noviembre de 1955 con 133 mm.
| Parámetros climáticos promedio de Tel Aviv (1916–2007)         | Parámetros climáticos promedio de Tel Aviv (1916–2007) | Parámetros climáticos promedio de Tel Aviv (1916–2007) | Parámetros climáticos promedio de Tel Aviv (1916–2007) | Parámetros climáticos promedio de Tel Aviv (1916–2007) | Parámetros climáticos promedio de Tel Aviv (1916–2007) | Parámetros climáticos promedio de Tel Aviv (1916–2007) | Parámetros climáticos promedio de Tel Aviv (1916–2007) | Parámetros climáticos promedio de Tel Aviv (1916–2007) | Parámetros climáticos promedio de Tel Aviv (1916–2007) | Parámetros climáticos promedio de Tel Aviv (1916–2007) | Parámetros climáticos promedio de Tel Aviv (1916–2007) | Parámetros climáticos promedio de Tel Aviv (1916–2007) | Parámetros climáticos promedio de Tel Aviv (1916–2007) |
| Mes                                                            | Ene.                                                   | Feb.                                                   | Mar.                                                   | Abr.                                                   | May.                                                   | Jun.                                                   | Jul.                                                   | Ago.                                                   | Sep.                                                   | Oct.                                                   | Nov.                                                   | Dic.                                                   | Anual                                                  |
| -------------------------------------------------------------- | ------------------------------------------------------ | ------------------------------------------------------ | ------------------------------------------------------ | ------------------------------------------------------ | ------------------------------------------------------ | ------------------------------------------------------ | ------------------------------------------------------ | ------------------------------------------------------ | ------------------------------------------------------ | ------------------------------------------------------ | ------------------------------------------------------ | ------------------------------------------------------ | ------------------------------------------------------ |
| Temp. máx. abs. (°C)                                           | 26.8                                                   | 29.6                                                   | 35.2                                                   | 40.4                                                   | 46.5                                                   | 37.6                                                   | 37.4                                                   | 34.4                                                   | 35.4                                                   | 38.4                                                   | 35.3                                                   | 27.9                                                   | 46.5                                                   |
| Temp. máx. media (°C)                                          | 18.3                                                   | 19.1                                                   | 21.8                                                   | 24.5                                                   | 26.7                                                   | 28.6                                                   | 31.3                                                   | 32.0                                                   | 30.9                                                   | 28.8                                                   | 24.7                                                   | 19.8                                                   | 24.04                                                  |
| Temp. media (°C)                                               | 13.5                                                   | 13.8                                                   | 15.9                                                   | 18.6                                                   | 21.1                                                   | 23.4                                                   | 26.2                                                   | 27                                                     | 25.5                                                   | 22.9                                                   | 19                                                     | 14.8                                                   | 20.3                                                   |
| Temp. mín. media (°C)                                          | 8.7                                                    | 9.0                                                    | 10.1                                                   | 12.7                                                   | 15.6                                                   | 18.3                                                   | 21.2                                                   | 22.1                                                   | 20.2                                                   | 17.0                                                   | 13.4                                                   | 9.9                                                    | 16.44                                                  |
| Temp. mín. abs. (°C)                                           | 0.5                                                    | −1.9                                                   | 3.5                                                    | 7                                                      | 11.2                                                   | 15                                                     | 19                                                     | 20                                                     | 15.7                                                   | 11.6                                                   | 6                                                      | 4                                                      | −1.9                                                   |
| Lluvias (mm)                                                   | 145.9                                                  | 115.1                                                  | 75.6                                                   | 18                                                     | 2.3                                                    | 0.3                                                    | 0                                                      | 0.7                                                    | 1.4                                                    | 70.3                                                   | 110.3                                                  | 133.4                                                  | 673.3                                                  |
| Días de lluvias (≥ 1 mm)                                       | 15.8                                                   | 12                                                     | 9.5                                                    | 4.1                                                    | 1.8                                                    | 0.3                                                    | 0                                                      | 0.3                                                    | 0.5                                                    | 6.2                                                    | 10.5                                                   | 12.9                                                   | 73.9                                                   |
| Horas de sol                                                   | 192.2                                                  | 205.9                                                  | 235.6                                                  | 270                                                    | 328.6                                                  | 357                                                    | 368.9                                                  | 356.5                                                  | 300                                                    | 279                                                    | 234                                                    | 189.1                                                  | 3316.8                                                 |
| Humedad relativa (%)                                           | 73                                                     | 71                                                     | 69                                                     | 65                                                     | 68                                                     | 70                                                     | 70                                                     | 70                                                     | 67                                                     | 66                                                     | 66                                                     | 72                                                     | 68.9                                                   |
| Fuente n.º 1: Israel Meteorological Service                    |                                                        |                                                        |                                                        |                                                        |                                                        |                                                        |                                                        |                                                        |                                                        |                                                        |                                                        |                                                        |                                                        |
| Fuente n.º 2: Hong Kong Observatory for data of sunshine hours |                                                        |                                                        |                                                        |                                                        |                                                        |                                                        |                                                        |                                                        |                                                        |                                                        |                                                        |                                                        |                                                        |

## Historia

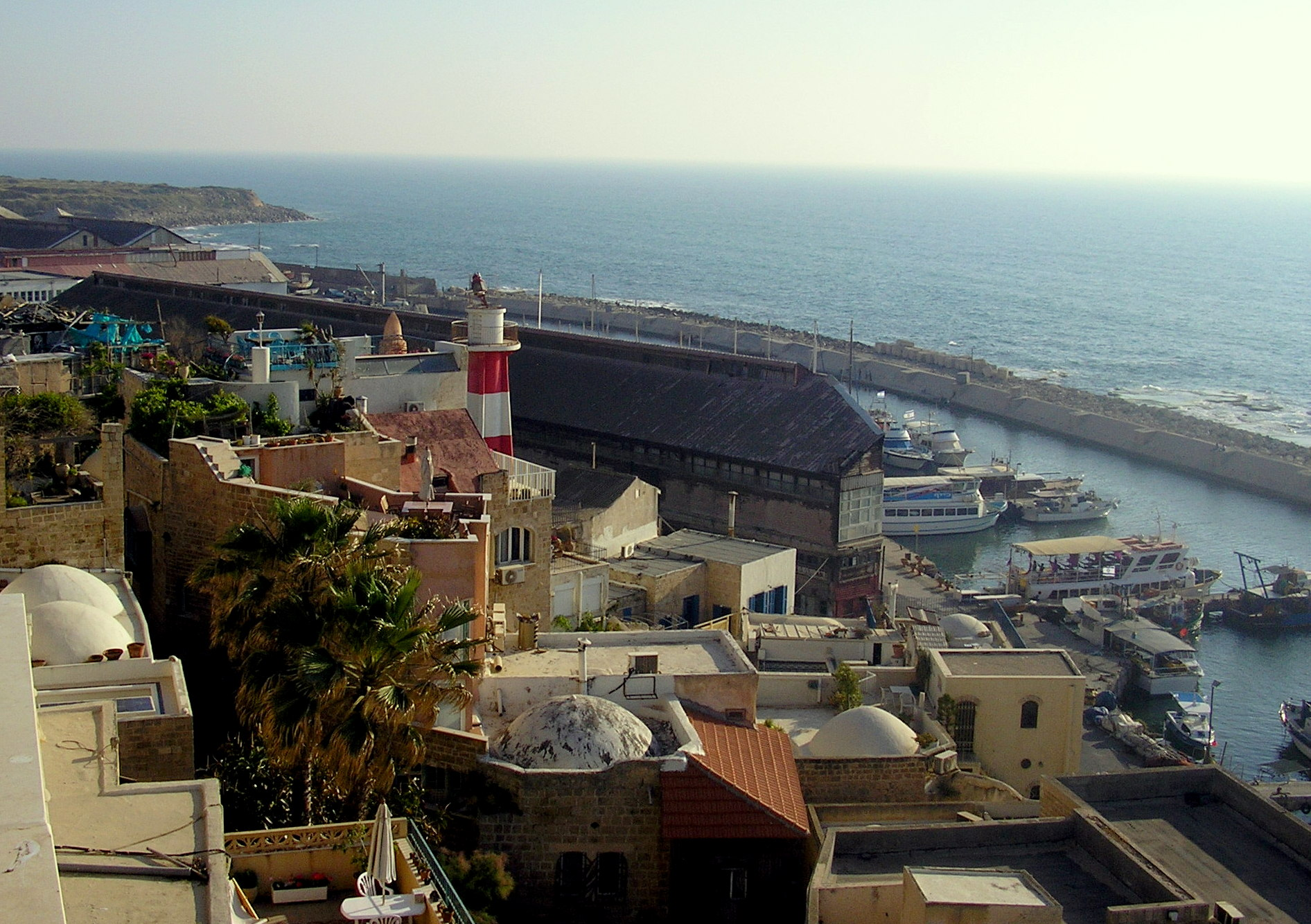
Puerto de Yafo

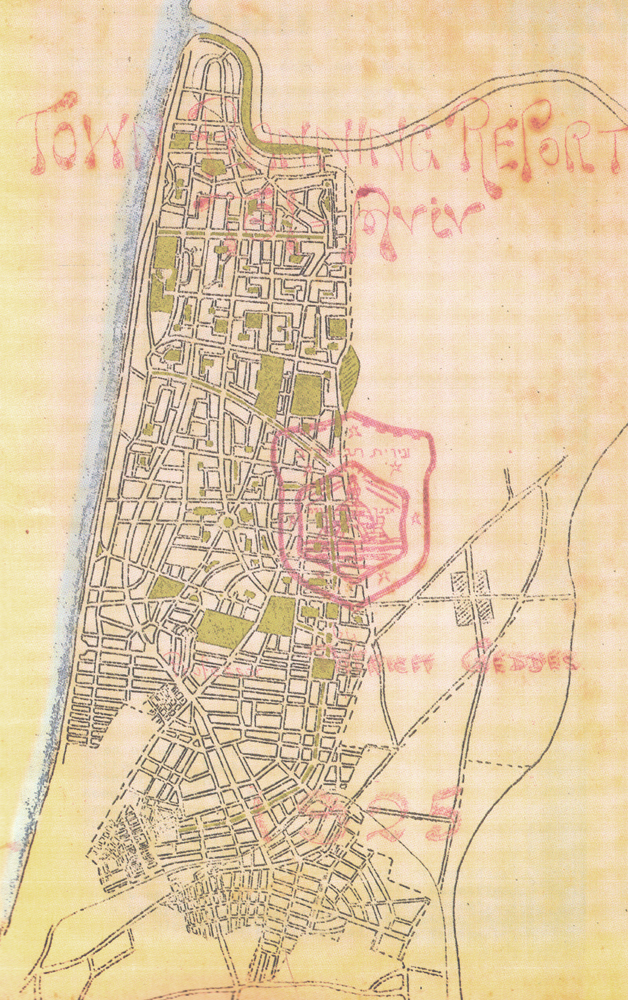
El primer plan maestro diseñado por Patrick Geddes de Tel Aviv - 1925

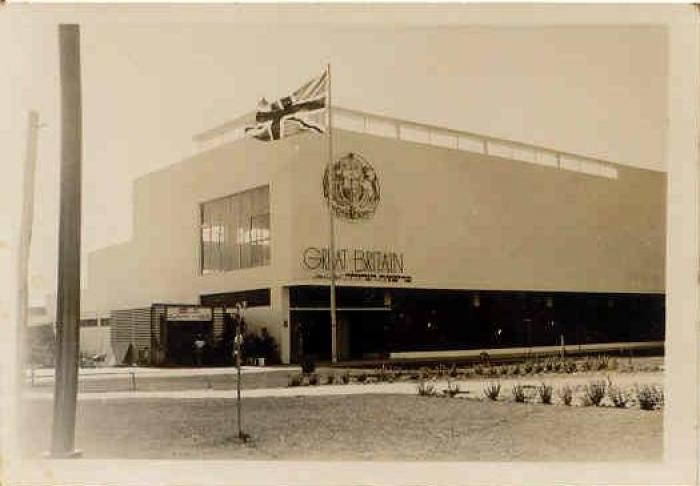
El pabellón británico de la La Feria de Oriente de 1934.

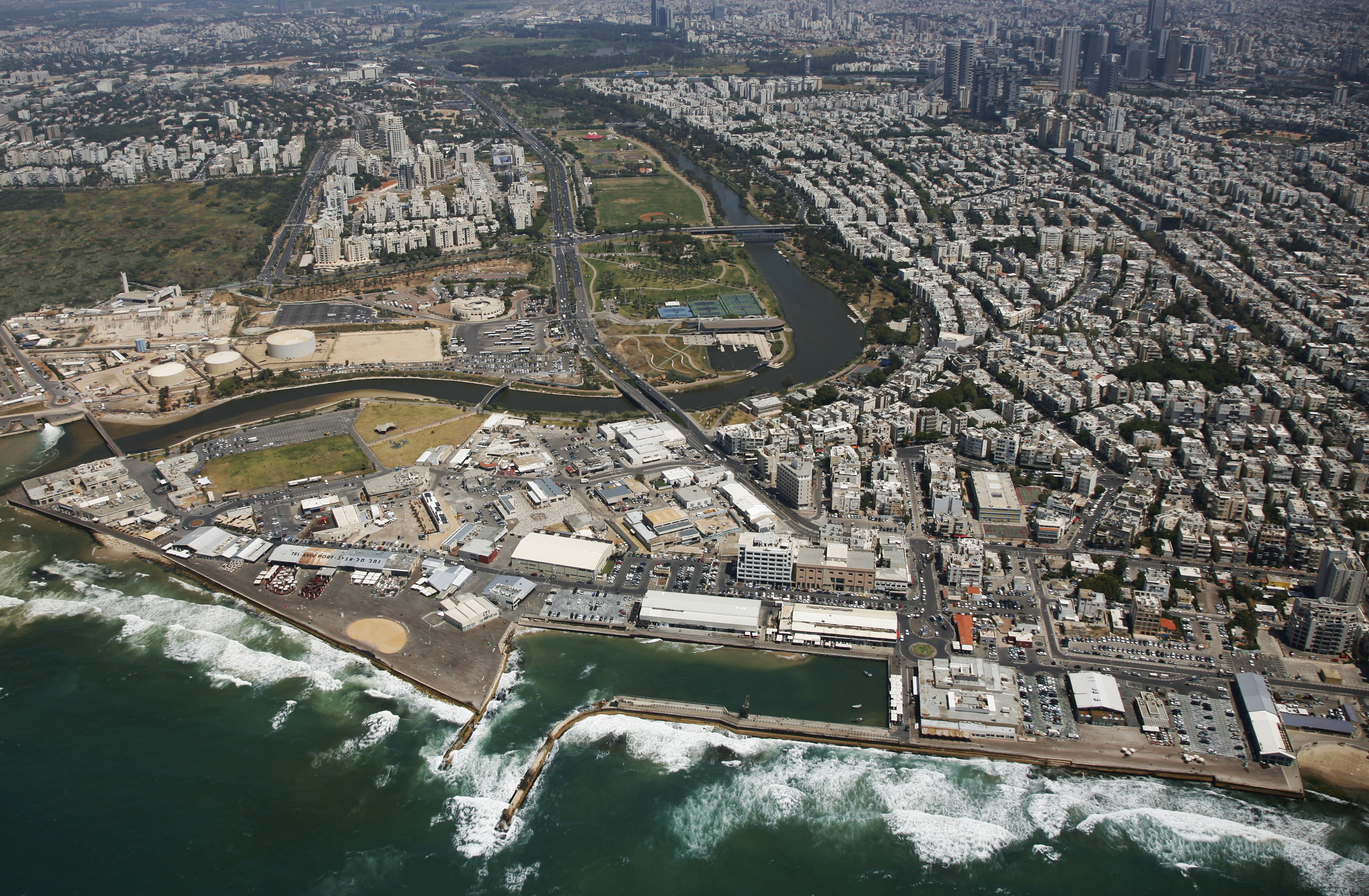
Puerto de Tel Aviv.

La ciudad fue establecida en la Convención de Judíos de Yafo, que tuvo lugar en julio de 1906, en la cual, motivados por la baja calidad de vida de los judíos de dicha ciudad, a la cual se sumaba el decreto conocido como Muhram según el cual los habitantes judíos de Yafo debían cambiar de domicilio anualmente.
Hacia 1909 se adquirieron los terrenos para comenzar la construcción de la nueva ciudad, la cual debería seguir las líneas arquitectónicas del movimiento ciudad jardín inglés, con la intención de crear una ciudad de características modernas, espaciosa y con abundantes espacios verdes, que podría ofrecer una alternativa a la atestada Yafo. Los primeros terrenos adquiridos consistían en 60 parcelas, las cuales fueron sorteadas entre las familias interesadas el segundo día de Pésaj de 1909, fecha adoptada como el aniversario oficial de la ciudad.
El barrio fue construido por la cooperativa Ajuzat Bait - אחוזת בית y ese fue el primer nombre que recibió. La prohibición de establecer en el barrio cualquier tipo de industria hizo que la expansión del núcleo tuviese una doble vertiente: hacia el norte, residencial y hacia el oeste, industrial. La población local creció mucho durante sus inicios: pasó de 2000 habitantes en 1920 a 34 000 habitantes en 1925, año en el que el escocés Patrick Geddes diseñó un plan urbanístico para la ciudad.
A finales del año 1930 comenzó a desarrollarse el área de la desembocadura del río Yarkon, conocida como la península del Yarkón. En primer lugar se estableció la central termoeléctrica junto al Aeropuerto Sde Dov al norte de la boca del río Yarkon y después de lo que el desarrollo de la zona sur de la boca Yarkon que se parece a una Península. La "Tel Aviv International Trade Fair" que se llama: "el Orient Fair" fue construido para los países pabellones polivalentes en los estilos arquitectónicos que caracterizan la ciudad, especialmente los Estilo Internacional. en la parte nororiental del recinto ferial internacional, se construyó la primera "Maccabiah Stadium" en 1932.
En 1937 el "Wauchope Bridge" fue construido sobre la boca Yarkon el nombre de Arthur Grenfell Wauchope que fue la Altos Comisionados para Palestina y Transjordania. él fue diseñado para conectar la alimentación de lectura con la Feria Internacional.
El 14 de mayo de 1948, en Tel Aviv, Ben Gurión proclamó el nacimiento del Estado de Israel. Tel Aviv fue la capital provisional hasta 1950, en que se trasladó la capitalidad a Jerusalén. La ciudad se convirtió en el paradigma de la modernidad en Israel, y es el núcleo de la Zona Centro del país, donde se concentra la mayor cantidad de población. Posteriormente, la ciudad se unificó con Jaffa, formando hoy un solo municipio.
Tel Aviv ha sufrido varios bombardeos en su historia; durante la Segunda Guerra Mundial fue bombardeada por la aviación italiana el 9 de septiembre de 1940; durante la guerra de independencia de Israel fue bombardeada por Egipto; en 1991, durante la Guerra del Golfo, recibió el impacto de misiles Scud lanzados por Irak; en noviembre de 2012, durante el conflicto que tuvo Israel con Gaza, la ciudad recibió varios ataques aéreos que dejaron 6 muertos y decenas de heridos y en agosto de 2014 su área metropolitana fue a menudo bombardeada desde Gaza. Además, en junio de 2016 sufrió un ataque terrorista en el conocido Mercado Sarona, que dejó 4 muertos y 6 heridos, siendo así el mayor tiroteo y atentado de la ciudad.

## Demografía
La ciudad tiene una población de 388 700. Según la Oficina Central de Estadísticas (CBS), a partir de junio de 2006, la población de Tel Aviv está creciendo a una tasa anual del 0,9%. Se compone de 91,8% judíos, 4,2% árabes y 4,0% "otros". De acuerdo con algunas estimaciones, cerca de 50.000 trabajadores extranjeros no registrados viven en Tel Aviv.
De acuerdo a las estadísticas de diciembre de 2001, el estatus socioeconómico de Tel Aviv está calificado como alto (8 de cada 10) y el 63,1% de los estudiantes de último grado de secundaria recibieron certificados de graduación en el año 2000. En 2000, el salario medio mensual era de 6773 NIS, que es aproximadamente igual a la media nacional. En la ciudad la población está distribuida en 22,2% menores de 20, 18,5% de edades comprendidas entre 20-29, 24% de edades comprendidas entre 30-44, y el 16,2% de edades comprendidas entre los 45 y 59. 19,1% está por encima de los 60. Tel Aviv posee la mayor y más poblada área metropolitana de Israel, incluso por delante de Jerusalén, aunque esta última es la ciudad más poblada del país.
| Tel Aviv. Gráfica de población. 1920-2009 |
|                                           |
| División menor: 12500 habitantes.         |

- Distribución de población por edad y sexo

## Estructura político-administrativa

### Organización municipal
La administración política de la ciudad promociona los derechos de las personas LGTB.[cita requerida] Poseen Ayuntamiento de gestión democrática cuyos 31 miembros se eligen cada cinco años por sufragio universal. El censo electoral está compuesto por todos los residentes empadronados en Tel Aviv mayores de 18 años, nacionales de Israel y con al menos un año de residencia en la ciudad. El municipio es responsable de los servicios sociales, los programas comunitarios, la infraestructura pública, urbanismo, turismo y otros asuntos locales.

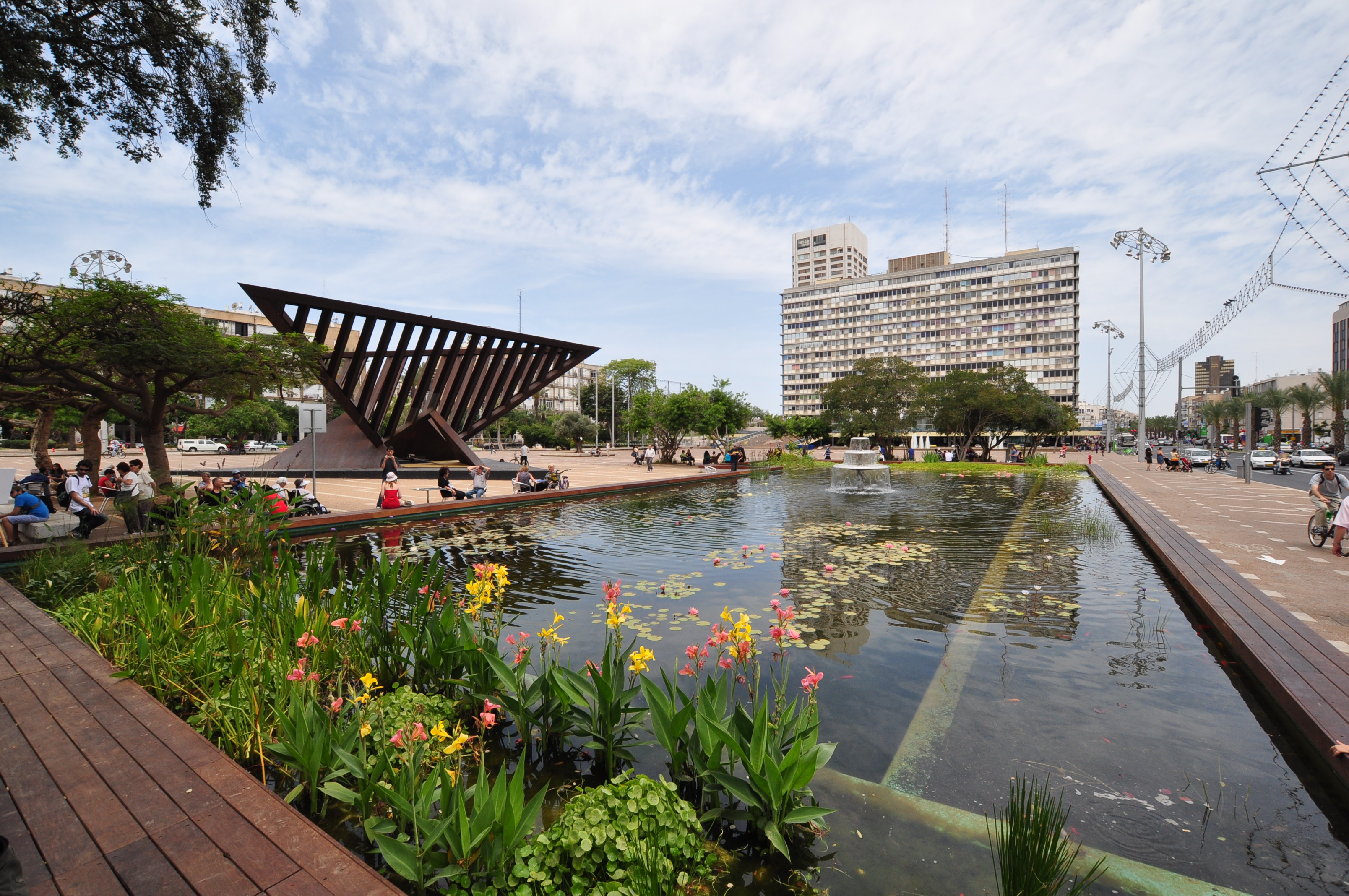
Parque Rabin y el Ayuntamiento de Tel Aviv al fondo.

El Ayuntamiento de Tel Aviv se encuentra en el Parque Rabin, y su alcalde es Ron Huldai desde 1998. Huldai fue reelegido en las elecciones municipales de 2008, derrotando a Dov Henin. El alcalde que más tiempo gobernó fue Shlomo Lahat, quien estuvo en el poder durante 19 años; en tanto que el que menos estuvo en el sillón principal fue David Bloch, quien estuvo en el cargo durante dos años (1925-27). Fuera de los kibutz, Meretz recibe más votos en Tel Aviv que en cualquier otra ciudad de Israel.

### Alcaldes
| Período   | Nombre                 | Grupo                |
| --------- | ---------------------- | -------------------- |
| 1921-1925 | Meir Dizengoff         | Sionistas Generales  |
| 1925-1927 | David Bloch            | Sionismo socialista  |
| 1927-1936 | Meir Dizengoff         | Sionistas Generales  |
| 1936-1952 | Israel Rokach          | Sionistas Generales  |
| 1952-1959 | Haim Levanon           | Sionistas Generales  |
| 1959-1969 | Mordechai Namir        | Coalición            |
| 1969-1974 | Yehoshua Rabinowitz    | Coalición            |
| 1974-1993 | Shlomo Lahat ("Chich") | Likud                |
| 1993-1998 | Roni Milo              | Likud                |
| 1998-     | Ron Huldai             | Ha'Avoda (Laborista) |

## Arquitectura

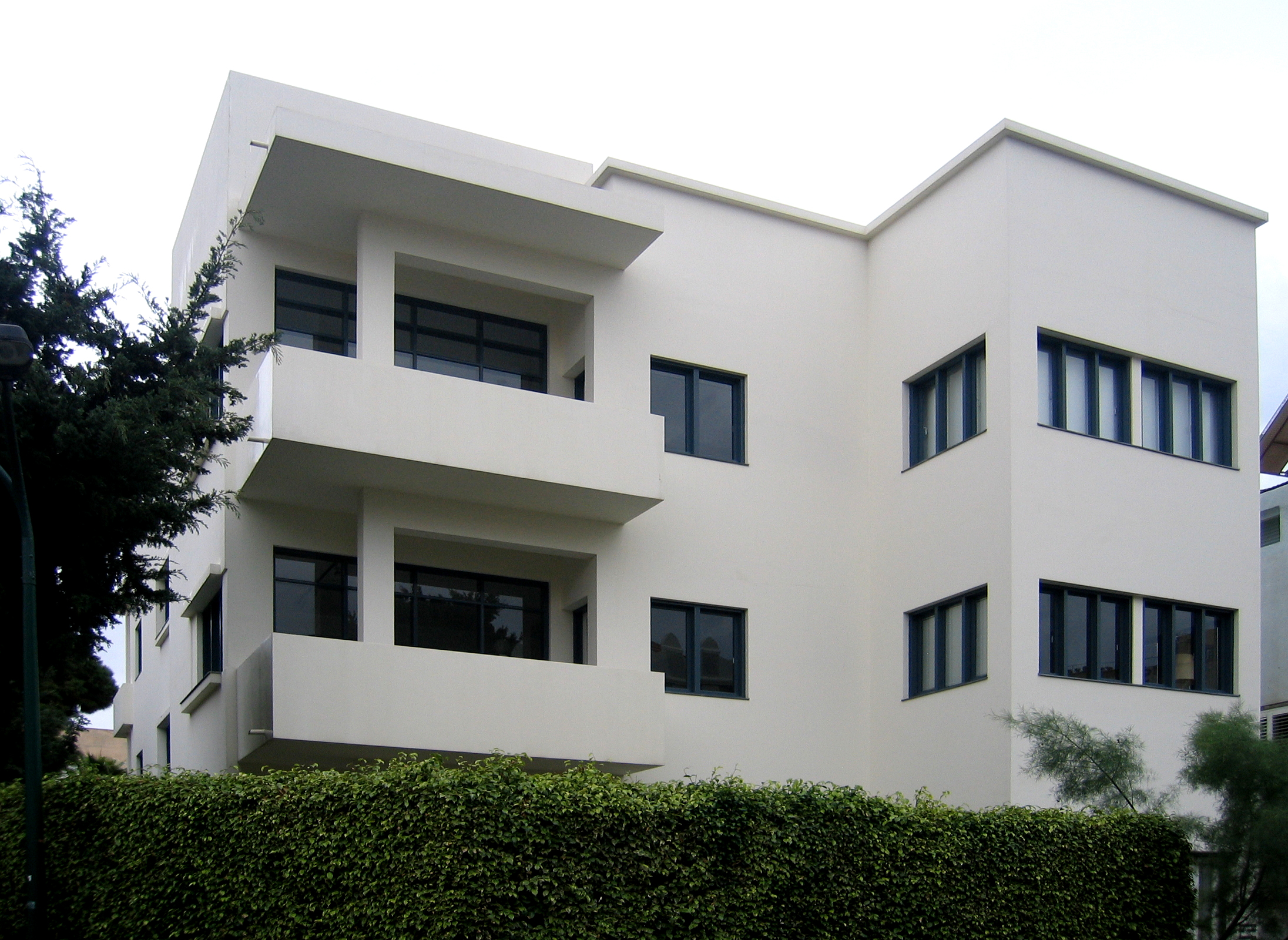
Museo Bauhaus de Tel Aviv

Tel Aviv es la ciudad con más arquitectura Bauhaus. Hay más edificios construidos al estilo Bauhaus que en cualquier otro lugar del mundo, incluyendo cualquier ciudad de Alemania. El estilo fue llevado en la década de 1930 por arquitectos judíos europeos que huían del régimen nazi. Desde 2003, "La Ciudad Blanca" es considerada patrimonio de la humanidad, y son más de 1500 los edificios International Style contabilizados y sujetos a distintos planes de restauración y preservación.
A pesar de un brote de nuevos estilos arquitectónicos –incluyendo modernos rascacielos– el modelo dominante de Tel Aviv desde el aire sigue siendo la profusión de "pequeños edificios con forma de caja y techo blanco plano" que reflejan la tradición Bauhaus de la ciudad, muchas de cuyas doctrinas han sido integradas en la arquitectura contemporánea en todo el mundo.
En Tel Aviv se encuentra el parque Yarkon, que es el parque más famoso de Israel. Es incluso más grande que el Central Park de Nueva York (350 hectáreas). Tel Aviv tiene la estación de autobuses más grande del mundo.

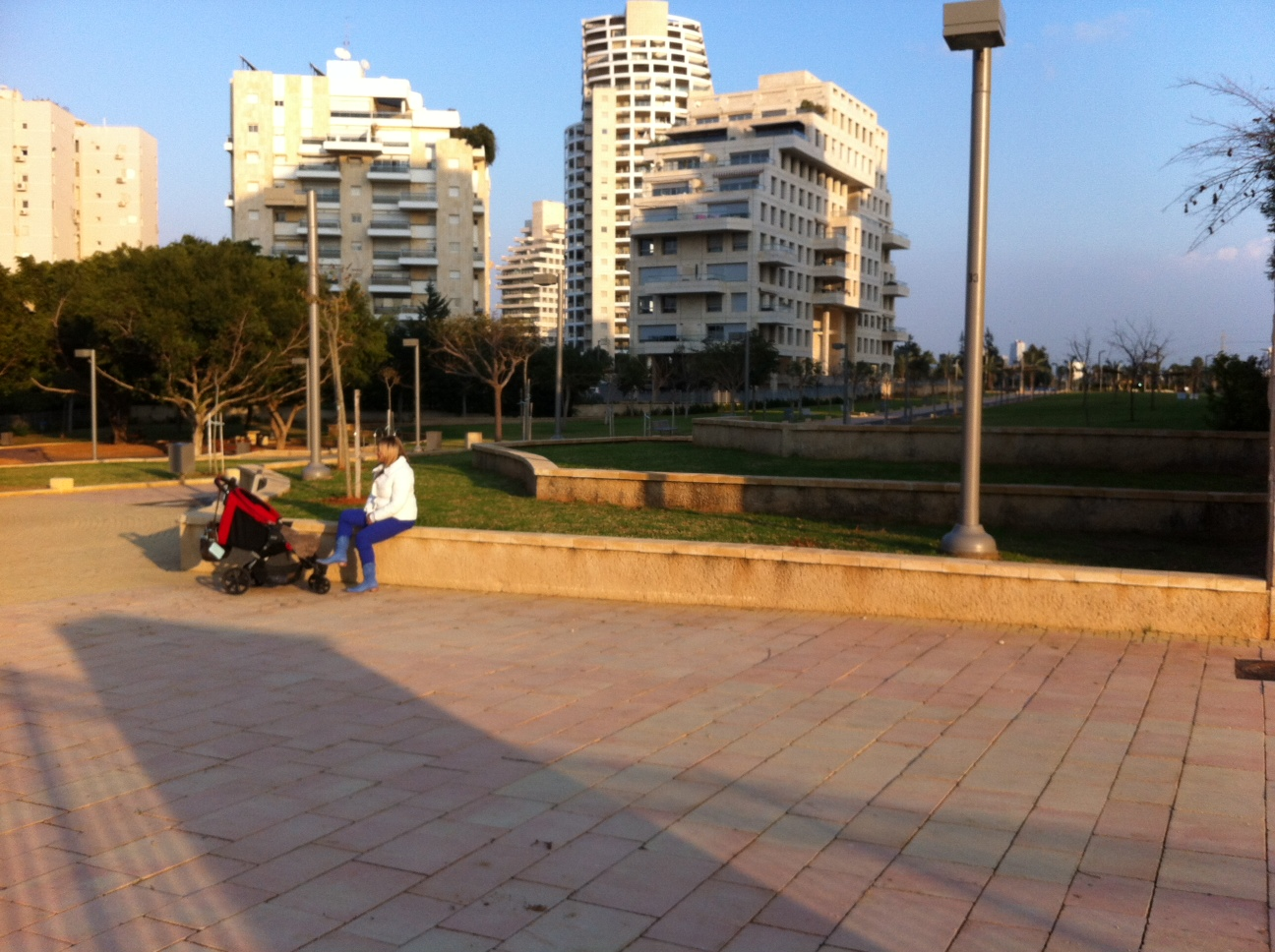
Parque en el Barrio Kochav Hatzafon

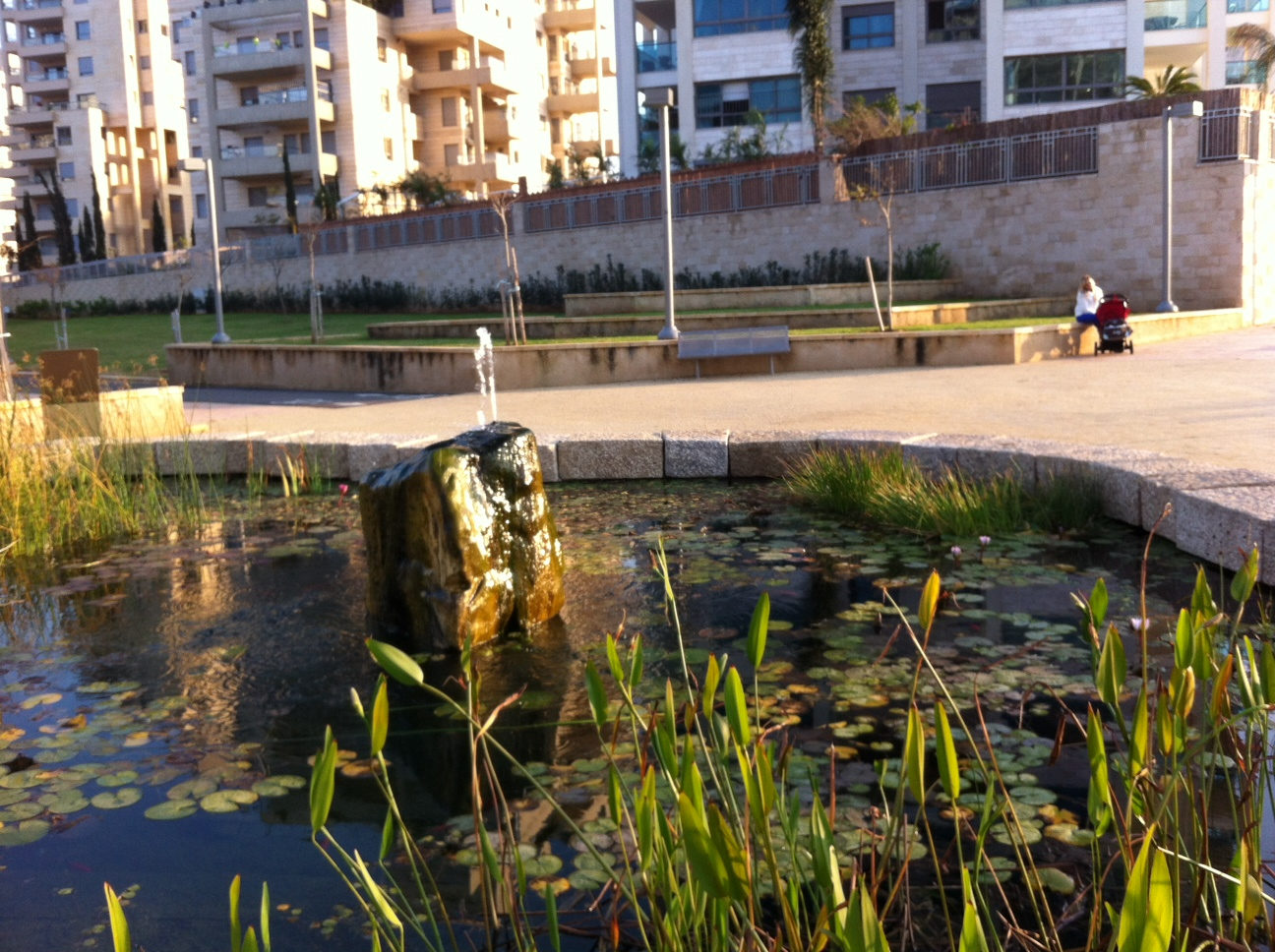
Parque en el Barrio Kochav Hatzafon

| Población                              | 429,800  |
| % de la población nacional             | + o - 6% |
| Crecimiento anual                      | +1.2%    |
| Proporción de judíos y no-árabes       | 96.1%    |
| Proporción de árabes                   | 3.9      |
| Proporción de hombres                  | 47.7%    |
| Proporción de mujeres                  | 52.3%    |
| Número de hogares                      | 150,900  |
| Promedio de habitantes por hogar       | 2.3      |
| Edad media de los habitantes           | 33.9     |
| Edad media de los habitantes de Israel | 27.7     |
| Inmigrantes durante y a partir del 90  | 43,400   |

## Transporte
- Aeropuerto Internacional Ben Gurión
- Estación Central de Tel Aviv Savidor
- Estación de Tel Aviv HaShalom
- Estación de Tel Aviv HaHagana

### Deportes

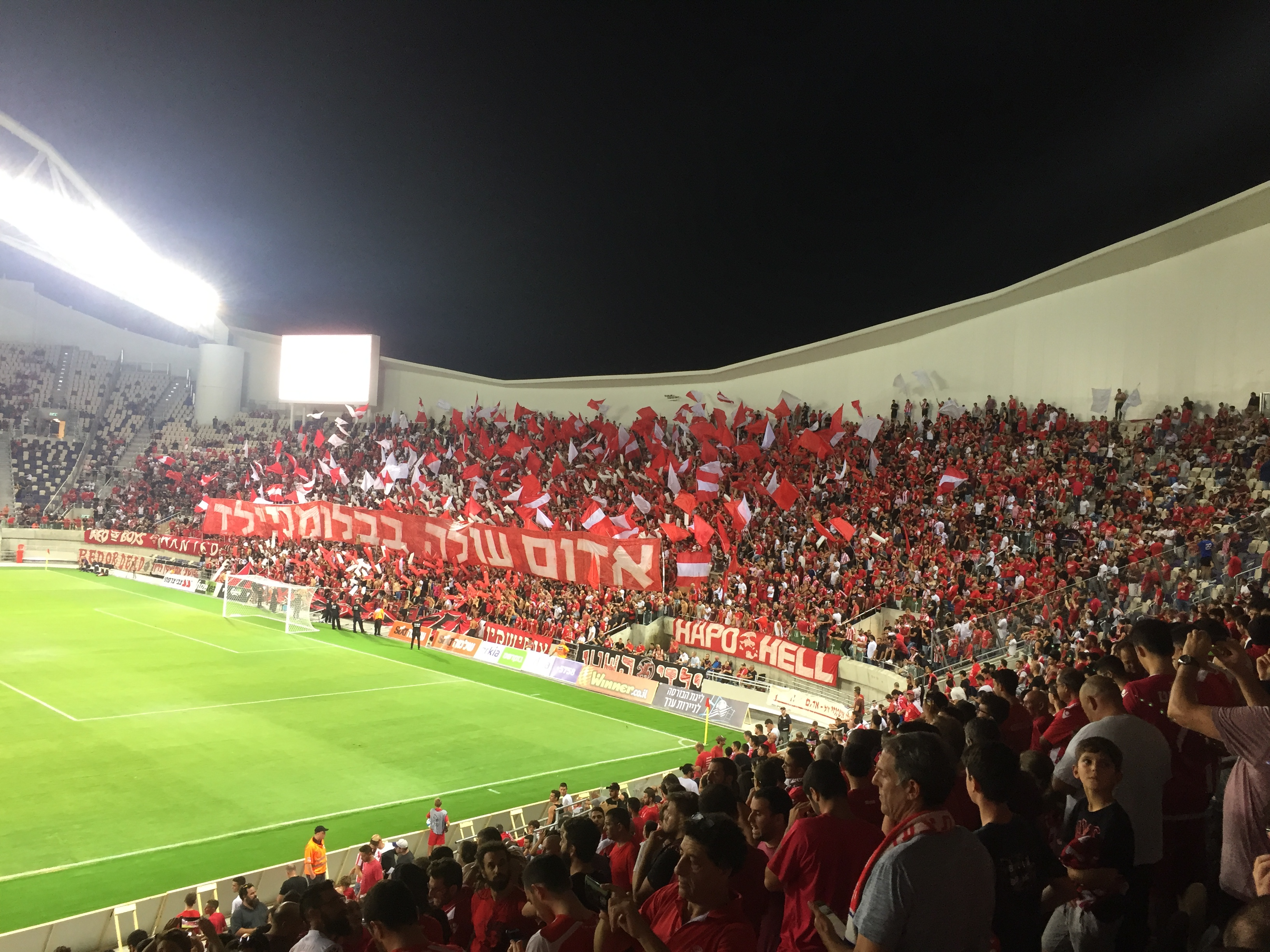
Hapoel Tel Aviv Football Club

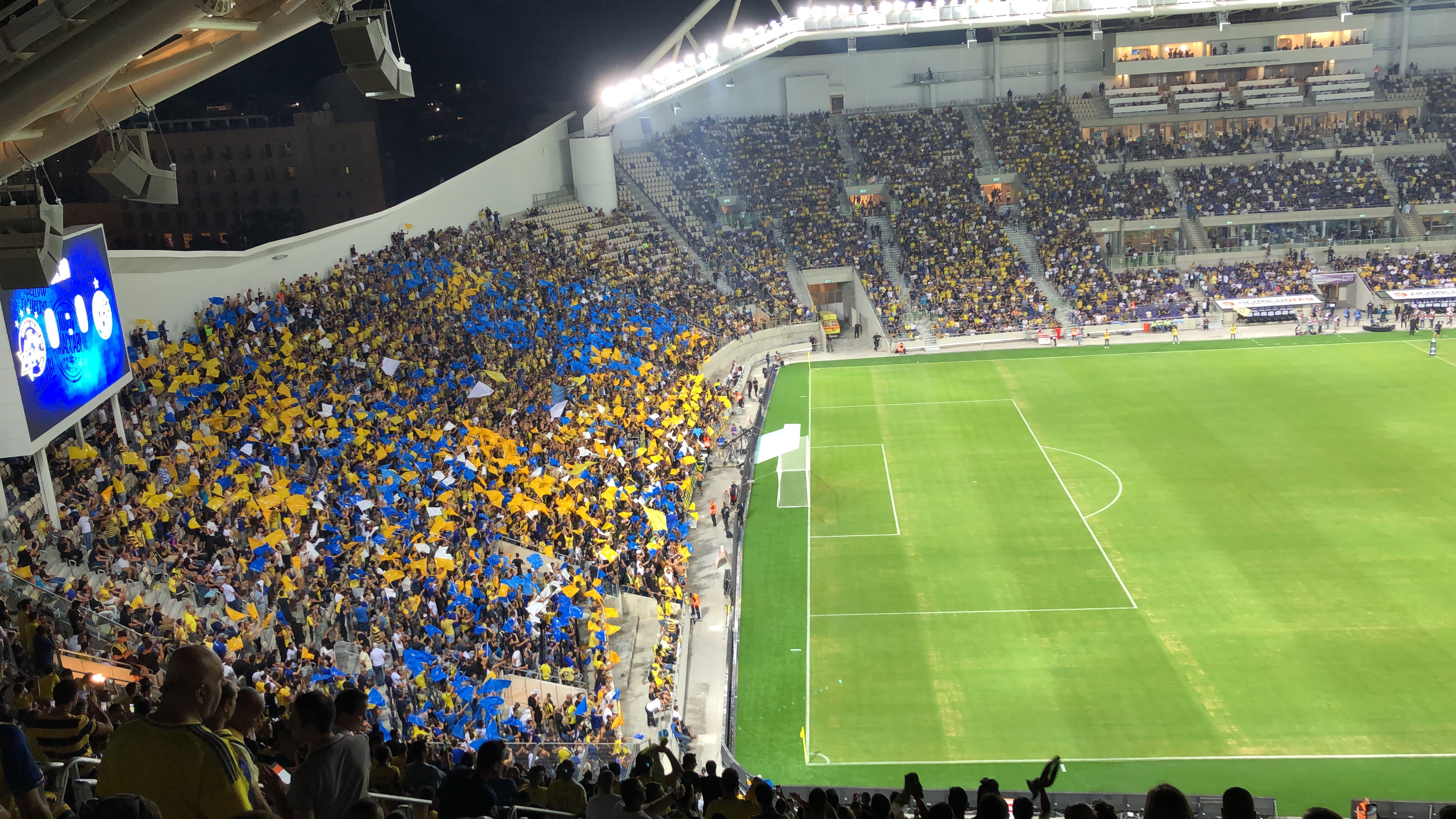
Estadio de Bloomfield

En Tel Aviv juega Maccabi Tel Aviv FC y Hapoel Tel Aviv FC, este año el Maccabi tuvo una gran participación tras clasificar a octavos de la Europa League, pero quedó eliminado ante Shakhtar. Ambos equipos juegan en la Liga de Israel y en el Estadio de Bloomfield, estos 2 equipos jugaran la final de la Copa, y también el Bnei Yehuda Tel Aviv FC que descendió después de quedar en el puesto 15 de su liga.

## Ciudades hermanadas
Tel Aviv está hermanada con 29 ciudades
| - Filadelfia, Estados Unidos (desde 1967) - Colonia, Alemania (desde 1979) - Fráncfort del Meno, Alemania (desde 1980) - Bonn, Alemania (desde 1983) - Buenos Aires, Argentina (desde 1988) - Budapest, Hungría (desde 1989) - Caracas, Venezuela (desde 1990) - Belgrado, Serbia (desde 1990) - Essen, Alemania (desde 1992) - Sofía, Bulgaria (desde 1992) | - Varsovia, Polonia (desde 1992) - Cannes, Francia (desde 1993) - Toulouse (desde 1962) - Maracaibo, Venezuela (desde 1993) - Łódź, Polonia (desde 1994) - Milán, Italia (desde 1994) - Salónica, Grecia (desde 1994) - Pekín, China (desde 1995) - Copenhague, Dinamarca (desde 1997) - Esmirna, Turquía (desde 1998) | - Gaza, Autoridad Nacional Palestina (desde 1998) - Almaty, Kazajistán (desde 1999) - Chisináu, Moldavia (desde 2000) - Incheon, Corea del Sur (desde 2000) - Limassol, Chipre (desde 2000) - Yakarta, Indonesia (desde 2000) - Moscú, Rusia (desde 2000) - São Paulo, Brasil (desde 2004) - Viena, Austria (desde 2005) - Ciudad de México, México (desde 2010) |

## Panorámica

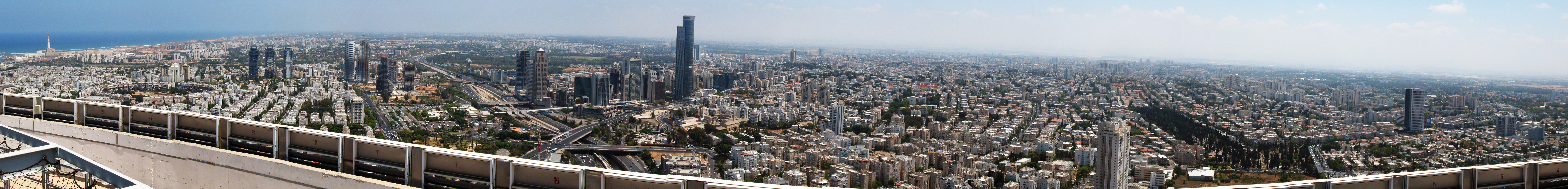